# Джони Инглиш избухва отново
„Джони Инглиш избухва отново“ (на английски: Johnny English Strikes Again) е британско-американска комедия на режисьора Оливър Паркър от 2018 г. Продължение е на филма „Джони Инглиш се завръща“ от 2011 г. Главната роля отново се изпълнява от Роуън Аткинсън.

## Сюжет
Внимание:  Текстът по-долу разкрива сюжета на произведението (или части от него)!
Британската разузнавателна агенция MI7 става мишена на масивна кибератака от неизвестен нападател, който разкрива самоличността на всички активни полеви агенти. В резултат на това услугата е принудена да възстанови стари неактивни агенти, за да открие извършителите на атаката. Сред тях е Джони Инглиш, който официално работи като учител по география, тайно обучавайки младежи в шпионаж.

## Актьорски състав
| Актьор            | Роля                                                           |
| ----------------- | -------------------------------------------------------------- |
| Роуън Аткинсън    | Джони Инглиш – бивш британски таен агент и учител по география |
| Бен Милър         | Бъф „Ангъс“ – бивш помощникът на Джони Инглиш                  |
| Олга Куриленко    | Офелия Бхулетова – руска шпионка                               |
| Джейк Лейси       | Джейсън Волта – технологичен милиардер от Силициева долина     |
| Ема Томпсън       | Министър-председател на Обединеното кралство                   |
| Адам Джеймс       | „Пегас“ – ръководителят на MI7                                 |
| Амит Шах          | Самир – помощник на министър-председателя.                     |
| Матю Биърд        | „П“ – оръжеен експерт на MI7                                   |
| Майкъл Гамбън     | агент „Пет“                                                    |
| Чарлз Денс        | агент „Седем“                                                  |
| Едуард Фокс       | агент „Девет“                                                  |
| Вики Пепърдайн    | Лидия – съпругата на Боу и офицер от Кралския флот             |
| Пипа Бенет-Уорнър | Лесли – секретарката на „Пегас“                                |
| Роджър Баркли     | Себастиан Линч – заподозрян                                    |
| Ирена Тишина      | Виола Линч – съпругата на Себастиан                            |
| Полин Маклин      | г-жа Тратнер                                                   |
| Гюс Браун         | директор на училището                                          |
| Кевин Елдън       | нощен дежурен агент на MI7                                     |